# Колледж Ле-Мойн
Колледж Ле-Мойн (англ. Le Moyne College) — частный иезуитский колледж в городе Де-Уитт, штат Нью-Йорк, США. Основан в 1946 году. 
Является одним из 28 учреждений-членов Ассоциации иезуитских колледжей и университетов США. Ле-Мойн стал первым иезуитским колледжем совместного обучения обоих полов.

## История
Колледж был основан в 1946 году Орденом Иезуитов и был назван в честь одного из миссионеров ‒Симона Ле Мойне (англ. Simon Le Moyne). Идея создания колледжа принадлежит римско-католическому священнику Вальтеру Э. Фоери (англ. Walter Andrew Foery).
Первое помещение колледжа находилось на территории бывшего магазина. В 1948 году Колледж переехал в собственный кампус, в котором находится на данный момент.

## Кампус
Кампус колледжа площадью 160 акров (0,65 км2) в основном расположен в пригородном городке Де-Уитт, включая все здания, используемые в учебных целях. Небольшая часть кампуса находится в черте города Сиракузы. По состоянию на 2021 год на территории кампуса насчитывалось 35 зданий.